# Улица Шотмана (Санкт-Петербург)

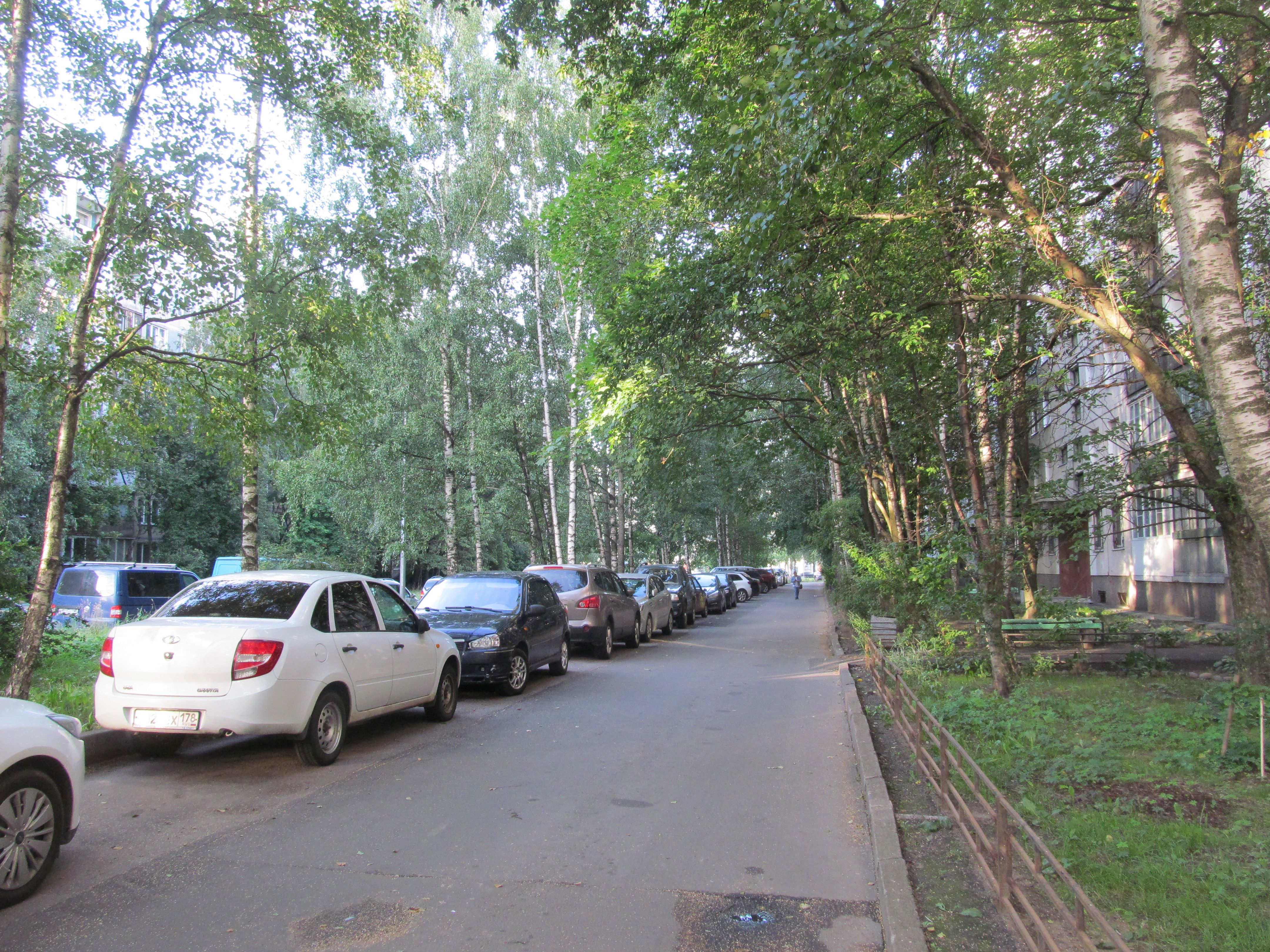
Улица Шотмана — бульвар вдоль домов

Улица Шо́тмана — улица в Невском районе Санкт-Петербурга. Проходит от Искровского проспекта до проспекта Большевиков.

## История
Улица получила название 26 января 1970 года в честь Александра Васильевича Шотмана (1880—1937) — советского государственного деятеля, участника Октябрьской революции.

## Пересечения
- Искровский проспект
- проспект Большевиков (прямого выхода не имеет, въезд/выезд осуществляется через параллельный проспекту местный проезд)

## Транспорт
Ближайшая к улице Шотмана станция метро — «Улица Дыбенко» 4-й (Правобережной) линии.